# Penne Hackforth-Jones
Penelope Beatrix "Penne" Hackforth-Jones (5 de agosto de 1949 - 17 de mayo de 2013) fue una actriz y escritora estadounidense-australiana, más conocida por interpretar sus participaciones en televisión.

## Biografía
Su bisabuela fue la novelista Barbara Baynton.
En el 2002 apareció como personaje recurrente en la serie médica All Saints, donde interpretó a la doctora Nicole Hartley hasta el 2003. Anteriormente había interpretado a Elise Fletcher en el 1999 durante el episodio Head to Head.
En el 2006 apareció en la serie Headland donde interpretó a la jueza Hildegarde Rosedale.
En el 2012 interpretó a la madre reverenda en Miss Fisher's Murder Mysteries. Ese mismo año interpretó a la hermana Jerome en la serie Conspiracy 365.
En el 2013 apareció en dos episodios de la serie The Doctor Blake Mysteries donde dio vida a Nell Clasby.
Fue diagnosticada con cáncer de pulmón, y falleció en mayo de 2013.

## Filmografía

### Películas
| Año  | Título                     | Personaje        | Notas                                                                                         |
| ---- | -------------------------- | ---------------- | --------------------------------------------------------------------------------------------- |
| 1978 | A Woman in the House       | -                | junto a Neil Fitzpatrick y Wendy Hughes                                                       |
| 1982 | Running on Empty           | -                | junto a Chris Haywood, Richard Moir y Max Cullen                                              |
| 1985 | Time's Raging              | -                | junto a Michael Aitkens, Lewis Fitz-Gerald, David Downer, y Judy Morris                       |
| 1988 | After Marcuse              | Gillian          | junto a Diane Craig, Grigor Taylor, David Whitney y Paul Mason                                |
| 1990 | More Winners: Boy Soldiers | Elizabeth Barnes | junto a Tamblyn Lord, Nicholas Bell, Damian Walshe-Howling y Gary Sweet                       |
| 1993 | The Door                   | Madre            | corto - junto a Ruby Davidson, Barry Otto y Inge Hornstra                                     |
| 1993 | Butterfly Island           | -                | junto a Mouche Phillips, Jeffrey Hardy y Grigor Taylor                                        |
| 2009 | Mao's Last Dancer          | Cynthia Dodds    | junto a Bruce Greenwood, Aden Young y Nicholas Hammond                                        |
| 2013 | We've All Been There       | Joan             | corto - junto a Ditch Davey, Laura Wheelwright, Sonya Suares, Leanne Campbell y Emma Morrison |

### Series de televisión
| Año         | Título                         | Personaje           | Notas                             |
| ----------- | ------------------------------ | ------------------- | --------------------------------- |
| 1979        | Skyways                        | Lady Pamela Griff   | episodio "Sensitive Relations"    |
| 1983        | A Country Practice             | Pam Foley           | 14 episodios                      |
| 1997        | Murder Call                    | Ena Rooth           | episodio "Fall from Grace"        |
| 2002 - 2003 | All Saints                     | Dra. Nicola Hartley | 11 episodios                      |
| 2003        | Grass Roots                    | Lani Leonard        | episodio "Crime"                  |
| 2006        | HeadLand                       | Hildegarde Rosedale | 2 episodios                       |
| 2007        | Chandon Pictures               | Helen               | 3 episodios                       |
| 2009        | 30 Seconds                     | Pat Evans           | episodio "A Matter of Trust"      |
| 2012        | Conspiracy 365                 | Hermana Jerome      | episodio "July"                   |
| 2012        | Miss Fisher's Murder Mysteries | Madre Reverenda     | episodio "Death at Victoria Dock" |
| 2013        | The Doctor Blake Mysteries     | Nell Clasby         | 2 episodios                       |

### Teatro
| Año        | Obra                        | Personaje | Director (a)   | Teatro             | Notas                                                             |
| ---------- | --------------------------- | --------- | -------------- | ------------------ | ----------------------------------------------------------------- |
| 1970       | The Guardsman               | -         | Richard Howard | Parade Theatre     | junto a Bruce Addison, James Bailey, Ron Haddrick y Cecily Polson |
| 1971       | The Legend of King O'Malley | -         | John Bell      | Phillip Theatre    | junto a David Cameron, Kate Fitzpatrick, Sandy Gore y Robyn Nevin |
| 1969, 1971 | The Audition                | -         | Roger Hodgman  | Theatre Royal      | junto a Bruce Cornelius, David Foster, Gillian Hunter y Nick Tate |
| 1971       | The Real Inspector Hound    | -         | Roger Hodgman  | Theatre Royal      | junto a John Baldwin, David Foster, John Miller y Nick Tate       |
| 1971       | The Bandwagon               | -         | John Unicomb   | Theatre Royal      | junto a Ron Graham, Edward Granville, Pat McDonald y Margo Roark  |
| 1976       | Martello Towers             | -         | John Sumner    | St Martins Theatre | junto a John Allen, Max Cullen, Peter Curtin y Janice Finn        |

## Premios y nominaciones
| Año  | Categoría                         | Premio    | Película        | Resultado |
| ---- | --------------------------------- | --------- | --------------- | --------- |
| 1990 | Best Actress in a Supporting Role | AFI Award | Kokoda Crescent | Nominada  |